# Jill Hammond
Jill Maree Hammond (Melbourne, 25 agosto 1950) è un'ex cestista australiana.

## Carriera
Con l'Australia ha disputato tre edizioni dei Campionati del mondo (1971, 1975, 1979).